# Liste der Monuments historiques in Loisy-en-Brie
Die Liste der Monuments historiques in Loisy-en-Brie führt die Monuments historiques in der französischen Gemeinde Loisy-en-Brie auf.

## Liste der Immobilien
| Bezeichnung       | Beschreibung            | Standort               | Kennzeichnung | Schutzstatus | Datum | Bild           |
| ----------------- | ----------------------- | ---------------------- | ------------- | ------------ | ----- | -------------- |
| Kirche St-Georges | aus dem 15. Jahrhundert | Rue de l’Église (Lage) | PA00078733    | Classé       | 1981  | weitere Bilder |

## Liste der Objekte
| Bezeichnung                 | Beschreibung | Standort                        | Kennzeichnung | Schutzstatus | Datum | Bild |
| --------------------------- | --- | ------------------------------- | ------------- | ------------ | ----- | ---- |
| Marienaltar                 | rechter Seitenaltar; Holz, farbig gefasst, 18. Jahrhundert                                                       | in der Kirche St-Georges (Lage) | PM51002671    | Inscrit      | 1977  |      |
| Kommuniontisch              | Holz, 18. Jahrhundert                                                                                            | in der Kirche St-Georges (Lage) | PM51002673    | Inscrit      | 1977  |      |
| Zwei Engelsskulpturen       | Fragmente einer Expositionsnische; Holz, vergoldet, 18. Jahrhundert                                              | in der Kirche St-Georges (Lage) | PM51002669    | Inscrit      | 1977  |      |
| Josefsaltar                 | linker Seitenaltar; Altartisch und Retabel; Holz, farbig gefasst, 18. Jahrhundert                                | in der Kirche St-Georges (Lage) | PM51002670    | Inscrit      | 1977  |      |
| Gemälde Kreuzigung          | Ölfarbe auf Leinwand, 18. Jahrhundert                                                                            | in der Kirche St-Georges (Lage) | PM51003095    | Inscrit      | 1980  |      |
| Kirchenfenster              | sechs Fragmente aus dem 14. Jahrhundert; mindestens eines davon heute in der Kirche St-Pierre in Givry-lès-Loisy | in der Kirche St-Georges (Lage) | PM51000512    | Classé       | 1981  |      |
| Taufbecken                  | Stein, Kupferdeckel, 18. Jahrhundert                                                                             | in der Kirche St-Georges (Lage) | PM51002668    | Inscrit      | 1977  |      |
| Hauptaltar                  | Altartisch und Retabel; Holz, farbig gefasst, 18. Jahrhundert                                                    | in der Kirche St-Georges (Lage) | PM51002667    | Inscrit      | 1977  |      |
| Gemälde Anbetung der Könige | Ölfarbe auf Leinwand, 18. Jahrhundert                                                                            | in der Kirche St-Georges (Lage) | PM51003096    | Inscrit      | 1980  |      |
| Seitenaltar                 | mit drei Skulpturen; Holz, vergoldet, 17. Jahrhundert                                                            | in der Kirche St-Georges (Lage) | PM51002672    | Inscrit      | 1977  |      |